# الجمعية الخلدونية (تونس)

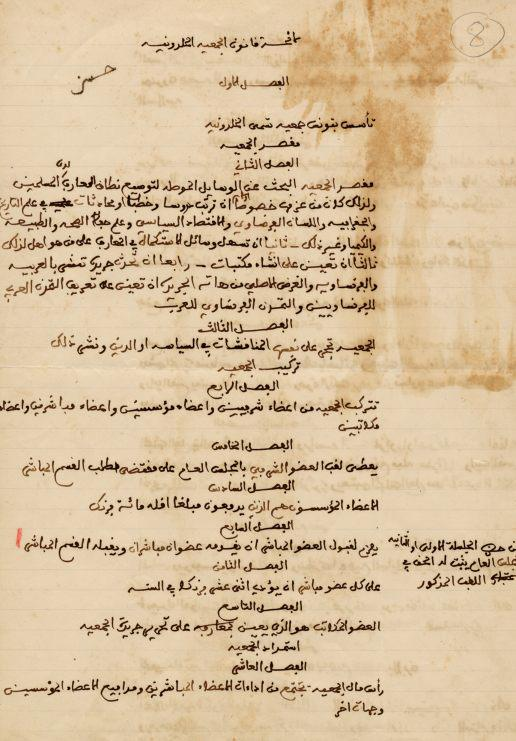
الصفحة الأولى من قانون الجمعية الخلدونية

الجمعية الخلدونية وهي جمعية ثقافية وتربوية تونسية تأسست عام 1896.

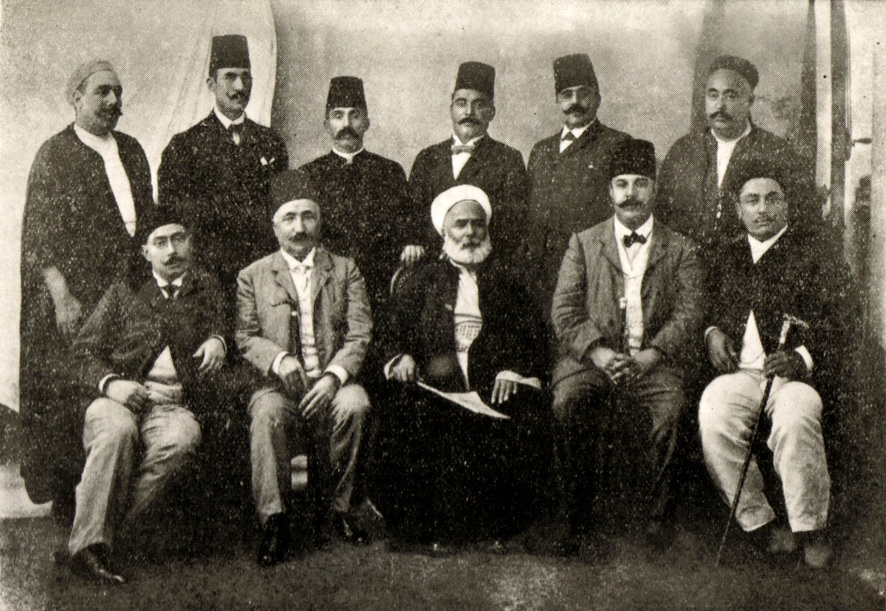
هيئة الجمعية الخلدونية عام 1903 عند استقبال الشيخ محمد عبده